# Distretto di Agatsuma
Il distretto di Agatsuma (吾妻郡, Agatsuma-gun?) è uno dei distretti della prefettura di Gunma, in Giappone.
Attualmente fanno parte del distretto i comuni di Higashiagatsuma, Kusatsu, Takayama, Tsumagoi, Nakanojō e Naganohara
| Controllo di autorità | VIAF (EN) 260222580 · NDL (EN, JA) 00398157 |